# Estensione di Google Chrome
Le estensioni di Google Chrome sono estensioni del browser che modificano Google Chrome. Queste estensioni sono scritte usando tecnologie web come HTML, JavaScript e CSS. Le estensioni di Google Chrome sono scaricabili tramite il Chrome Web Store Dal febbraio 2010, più di 2200 estensioni sono state pubblicate dai rispettivi sviluppatori. Tutti gli utenti con un account Google hanno la possibilità di pubblicare le proprie estensioni.

## Estensioni più utilizzate e famose
- Adblock Plus
- Dropbox
- Evernote Web
- Facebook Messenger
- Google Keep
- Google Maps
- Google Search
- Pixlr Express
- Skype
- Turn Off The Light

## Sviluppo
Google Chrome ha la propria struttura e gli sviluppatori attraverso le API possono sviluppare le proprie estensioni.
Al giorno d'oggi ci sono framework di sviluppo che permettono agli sviluppatori di creare estensioni "multi-browser", cioè con una sola sorgente e una API ma senza aver bisogno di sviluppare una diversa versione dell'estensione per ogni browser.